# Jan Bastiaan Neven
Jan Bastiaan Neven ist ein niederländischer Cellist.
Neven hatte im Alter von zehn Jahren den ersten Cellounterricht bei Jan Hollinger. Er setzte seine Ausbildung an der Robert Schumann Hochschule Düsseldorf bei Johannes Goritzki fort und studierte als Stipendiat der Prins Bernhard Foundation am New England Conservatory of Music in Boston bei Colin Carr, Gary Hoffman und Laurence Lesser. Außerdem besuchte er Meisterklassen von Frans Helmerson, Anner Bijlsma und Philippe Müller. Er war Erster Gastcellist des Aurora Orchestra, des Royal Philharmonic Orchestra und des Nederlands Philharmonisch Orkest sowie stellvertretender Erster Cellist des Nederlands Kamerorkest, der Amsterdam Chamber Soloists und des Erard Ensemble und unternahm als Solist Tourneen durch Europa und die USA. Als Kammermusiker arbeitete Neven u. a. mit Ivry Gitlis, Gordan Nikolic, Udo Reinemann, Pieter Wispelwey, Paolo Giacometti, dem Brodsky, Prazák und Orpheus String Quartet zusammen. Auf einer CD der Reihe Marco Polo des Labels Naxos spielte er mit dem Algarve Orchestra unter Álvaro Cassuto Joly Braga Santos’ Cellokonzert und dessen Divertimenti 1 und 2.